# ロベール2世 (フランス王)
ロベール2世（Robert II, 972年3月27日 - 1031年7月20日）は、カペー朝第2代のフランス国王（在位：996年 - 1031年）。「敬虔王」（le Pieux）と呼ばれる。ユーグ・カペーとその王妃であったアキテーヌ公ギヨーム3世の公女アデライード・ダキテーヌの息子。

## 生涯
ロベールは972年3月27日にオルレアンで生まれた。987年12月25日、ユーグ・カペーはオルレアンでロベールに対して共治王として戴冠させ、カペー家による王位世襲を諸侯に確認させた。ロベール自身も即位後に長男ユーグに対して戴冠させたが、彼はロベール2世の崩御より先に薨去したため、王位を嗣いだのは次男アンリとなった。
ロベール2世は自身の結婚問題で一時ローマ教皇グレゴリウス5世によって破門されたことがあるにも拘らず、「敬虔王」の名が示すとおり極めて信心深い王だった。彼は宮殿の一角に礼拝所を作り、王服をまとって朝課や晩課を行ったほか、異教徒に対して厳しい政策をとった。
当時のフランス王国は極めて狭い範囲しか統治していなかった。ロベール2世は王領を拡大すべく継承者不在となった諸侯領を併合しようとしたが、これは対立する継承権者との戦いを招いた。1003年のブルゴーニュ公領への出兵は強い抵抗を受け、教会の支援を得てこの地を手に入れたのは1016年だった。
ロベール2世の政策は多くの敵を作ったが、息子もその例外ではなかった。長男で共治王のユーグは自ら単独王となるべく反乱を起こした。ユーグは1025年に急死するが、続いて次男アンリと三男ロベールにも反乱を起こされた。敗れたロベール2世はパリからボージャンシー（ロワレ県）へ退却した。そして1031年7月20日、ムランで息子と戦っている最中に戦死した。

## 結婚と子供
ロベール2世は3度結婚した。

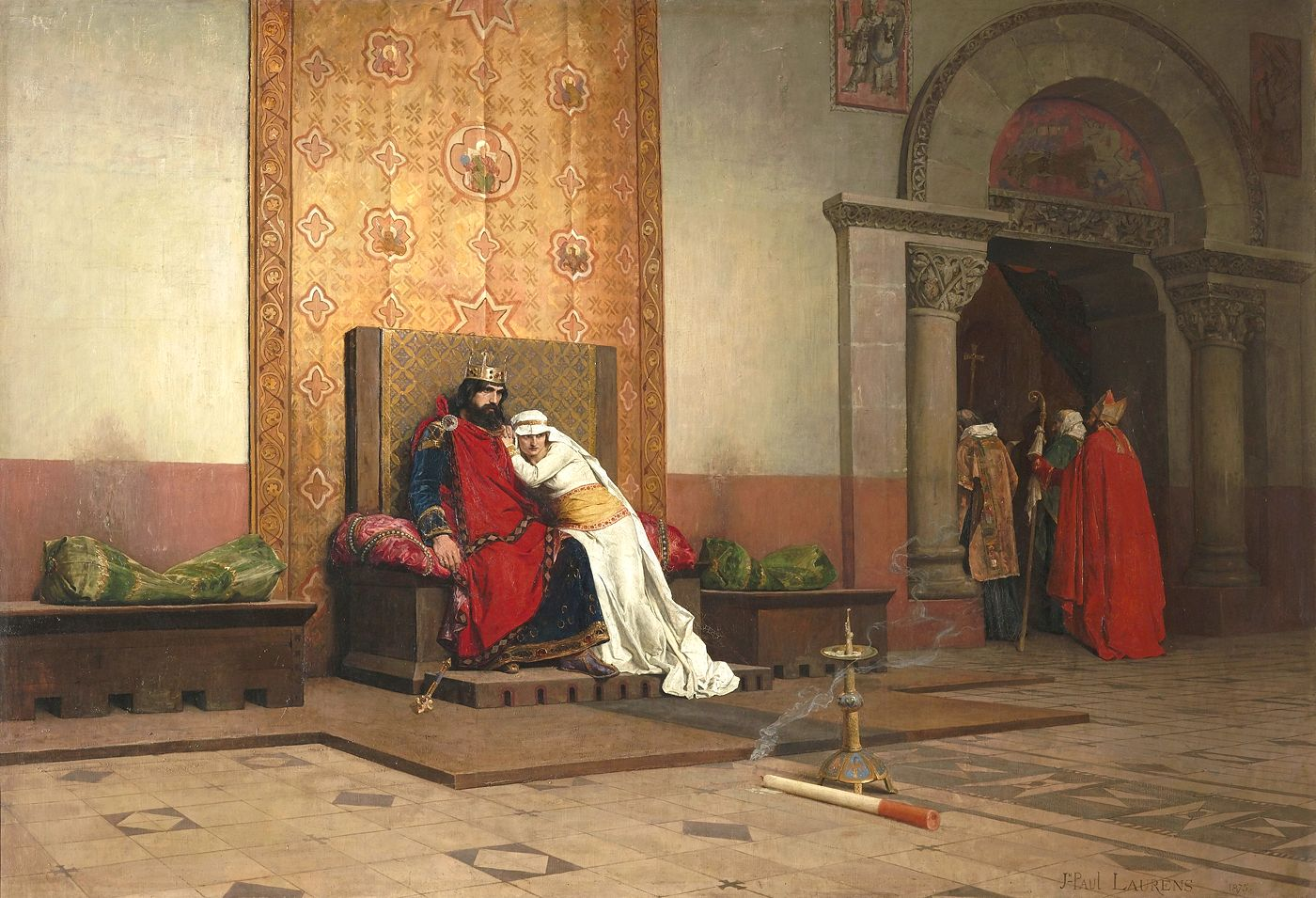
『ロベール敬虔王の破門』
ジャン＝ポール・ローランス、1875年（オルセー美術館蔵）

最初は989年頃、イタリア王ベレンガーリオ2世の王女でフランドル伯アルヌール2世の未亡人であったロザーラ（シュザンヌ）と結婚したが、996年に単独統治を開始して間もなく離婚した。
次いで996年頃、ブルグント王コンラートの娘でブロワ伯ウード1世の未亡人であったベルトと結婚したが、彼女が又従姉であったため（ロベールの父方の祖母とベルトの母方の祖母は共にハインリヒ捕鳥王の王女であった）、教皇グレゴリウス5世は結婚を認めず、ロベール2世が破門される原因となった。これは次代の教皇シルウェステル2世との交渉の末、婚姻の無効が宣告された。
最後の王妃は1001年に結婚したアルル伯ギヨーム1世の娘コンスタンスで、彼女との間に7人の子供をもうけた。
- アデライード（またはアリックス, エドヴィジュ）（1003年頃 - 1063年以降） - ヌヴェール伯ルノー1世妃
- ユーグ（1007年 - 1025年） - フランス共同統治王
- アンリ（1008年 - 1060年） - フランス王
- アデル（1009年 - 1079年） - ノルマンディー公リシャール3世妃、のちフランドル伯ボードゥアン5世妃
- ロベール（1011年 - 1076年） - ブルゴーニュ公
- ウード（1013年 - 1056年）
- コンスタンス（1014年 - ?） - ダンマルタン伯マナセ妃